# Пиерис
Пие́рис (лат. Pieris) — род невысоких вечнозелёных кустарников или низкорослых деревьев (иногда — лиан) семейства Вересковые, распространённых в Азии и Северной Америке.
Особенностью почти всех видов пиериса является красная или розовая окраска молодых побегов, что является одной из причин их популярности в качестве садовых и оранжерейных растений. Ценится пиерис и за декоративные колокольчатые цветки, похожие на цветки ландыша.

## Название
Научное название рода Pieris происходит от одного из эпитетов (прозвищ) древнегреческих муз — Пиериды. Музы, мифологические покровительницы наук, поэзии и искусств, дочери бога Зевса и титаниды Мнемосины, обитали в Пиерии (области древней Македонии) и черпали вдохновение из Пиерского источника.
В синонимику рода входят следующие названия:
- Ampelothamnus Small (1913) — Ампелотамнус,
- Arcterica Coville (1901) — Арктерика (некоторые авторы рассматривают этот род как самостоятельный с единственным видом Arcterica nana (Maxim.) Makino (1906) — Арктерика низкая, или Арктерика карликовая).

До начала XX века слово «пиерис» считалось женского рода (по аналогии с латинским названием рода), а потому русские названия видов писались иначе: пиерис японская и т. п.
Поскольку ранее многие виды пиериса, а также виды из рода Зеновия (Zenobia) относили к роду Подбел (Andromeda), представителей этих трёх родов в англоязычной литературе по садоводству иногда обобщённо именуются «андромедами» (англ. andromedas).

## Распространение
Ареал рода охватывает горные районы Восточной Азии, Гималаев и Северной Америки (восток и юго-восток США, Куба).

## Биологическое описание
Растения этого рода — в большинстве своём аккуратные, медленно растущие кустарники или деревья; высота взрослых растений — от 1 до 6 м, но обычно не превышает 3 м. Пиерисы чаще всего растут на солнечных склонах гор в лесах или в зарослях кустарников. Американский вид Пиерис обильноцветущий (Pieris floribunda) может расти как в форме куста, так и в форме древесной лианы, поднимаясь по стволам таксодиумов двурядных (Taxodium distichum) на высоту до 10 м.
Пиерис, как и большинство других вересковых, растёт на кислых почвах. Эта особенность связана с тем, что для представителей этого семейства характерен симбиоз с грибами в форме микоризы, при этом грибам для нормального развития требуется именно кислая среда. Корни растений оплетены грибными нитями; растения поглощают вещества, которые получаются в процессе переработки грибами органических остатков, грибы же получают взамен вещества, вырабатываемые растениями.
Листья эллиптические (овальные) или продолговато-ланцетные, зубчатые или цельнокрайные, заострённые, блестящие, кожистые. Длина листа — от 2 до 10 см, ширина — от 1 до 3,5 см. Молодые листья обычно окрашены в красный, розовый или почти белый цвет. Листья растут по спирали, часто собраны в пучки на концах побегов.
Бутоны появляются в конце осени и остаются на растениях в течение всей зимы.
Цветки колокольчатые (кувшинчатые), длиной от 0,5 до 1,5 см, собраны в прямостоячие или поникающиеся метёлки длиной от 5 до 12 см, напоминающие соцветия ландыша. Цветки обычно белые, но имеются также растения с розовыми и красными цветками. Цветение обильное. Время цветения — с марта по май.
Плод — деревянистая пятичленная коробочка длиной 5—6 см с большим количеством мелких семян.
Некоторые виды пиериса — кормовые растения для гусениц многих бабочек, в том числе для дымчатой пяденицы (Ectropis crepuscularia).

## Химический состав
Все виды пиериса — ядовитые растения, в листьях и цветках содержится гликозид андромедотоксин (другие названия вещества — ацетиландромедол, родотоксин). Этот полигидроксилированный циклический дитерпен, который характерен для многих растений семейства Вересковые (например, из родов рододендрон и подбел), относится к нейротоксинам; он может стать причиной существенного снижения у человека кровяного давления, головокружения, рвоты и диареи; при высокой дозе могут начаться проблемы с дыханием. Токсичность вещества обусловлена тем, что он нарушает работу клеточных рецепторов, сначала возбуждая центральную нервную систему, а затем её угнетая, что может привести к летальному исходу.

## Пиерис в культуре
В садоводстве используют три вида пиериса — Пиерис красивый (Pieris formosa), Пиерис обильноцветущий (Pieris floribunda) и Пиерис японский (Pieris japonica). Их выращивают в садах и парках, а также в оранжереях и, иногда, в комнатных условиях.
Пиерис — популярное садовое и оранжерейное декоративное растение. Некоторые причины этого:
- молодые побеги (и молодые листья, и прирост стебля) у многих видов имеют красную окраску; затем они бледнеют (или, у некоторых сортов, наоборот, темнеют) и только после этого становятся зелёными;
- бутоны следующего года цветения появляются уже в середине лета текущего года; у многих сортов пиериса они имеют красивую окраску (розовую, красную, фиолетовую), которая меняется в зависимости от сезона;
- декоративные колокольчатые цветки, собранные в соцветия, похожие на соцветия ландыша;
- медленный рост кустов, что делает несложным поддержание их в аккуратном виде.

### Сорта
Некоторые сорта пиериса красивого:
- Pieris formosa 'Flaming Silver' — достаточно выносливый сорт; отличается от других сортов наличием на взрослых листьях белой (серебристой) окантовки; в литературе этот сорт иногда относят к другому виду пиериса и записывают как Pieris japonica 'Flaming Silver';
- Pieris formosa 'Forest Flame' — по сравнению с  'Jermyns' более выносливый сорт; высота растений — до 3,5 м, в поперечнике — 1,5—2 м, цветки белые, собраны в метёлки на концах ветвей; молодая листва красная, затем делается розовой, затем белой, зрелая же листва имеет тёмно-зелёную окраску; в литературе этот сорт иногда относят к другим видам пиериса и записывают как Pieris japonica 'Forest Flame' или Pieris floribunda 'Forest Flame';
- Pieris formosa 'Jermyns' — сорт, пригодный для выращивания в мягком климате; всю зиму растения украшены красными бутонами;
- Pieris formosa 'Wakehurst' — сорт высотой до 4,5 м; молодая листва красная, затем розовая, затем зелёная.

Большинство сортов этого вида — с ярко-красными молодыми листьями.
Некоторые сорта пиериса японского:
- Pieris japonica 'Bert Chandler' — сорт с розовыми и кремовыми молодыми побегами;
- Pieris japonica 'Blush' — сорт с розовыми цветками;
- Pieris japonica 'Christmas Cheer' — сорт, отличающийся ранним цветением и бледно-розовой окраской цветков;
- Pieris japonica 'Debutane' — карликовый сорт, не превышает в высоту 1 м;
- Pieris japonica 'Flamingo' — сорт с розовыми и ярко-розовыми цветками;
- Pieris japonica 'Little Heath' — карликовый сорт;
- Pieris japonica 'Mountain Fire' — прирост стеблей и листьев у этого сорта имеет сначала красный цвет, затем темнеет вплоть до коричневой окраска и только после этого становится зелёным; цветки белые;
- Pieris japonica 'Purity' — сорт с чисто-белыми цветками, более крупными по сравнению с другими сортами;
- Pieris japonica 'Pygmaea' — низкорослый сорт (до 1 м);
- Pieris japonica 'Red Head' — сорт, похожий на Pieris japonica 'Mountain Fire';
- Pieris japonica 'Red Mill' — поздноцветущий сорт;
- Pieris japonica 'Scarlet O'Hara' — самый быстрорастущий сорт;
- Pieris japonica 'Ticklet Pink' — сорт с бледно-красными побегами и розовыми цветками;
- Pieris japonica 'Valley Valentine' — сорт с красными или розовыми цветками;
- Pieris japonica 'Variegata' — сорт с серебристой (кремовой) каймой по краю листьев.

Большинство сортов этого вида — с медно-красными молодыми листьями.
Гибридный сорт Pieris japonica × Pieris floribunda 'Brower's Beauty' отличается декоративными бутонами: летом они имеют кремовую окраску, а осенью становятся фиолетово-красно-белыми.

### Агротехника
Пиерису, как и многим другим вересковым, нужна кислая почва; оптимальный уровень кислотности — 3,5—4,5 рН. Почва также должна быть рыхлой и водопроницаемой. Для достижения этих условий в почву вносят верховой торф или смесь верхового торфа с песком, опилками и хвоей. В дальнейшем проводят регулярные мероприятия по недопущению ослабления кислотности почвы (один из способов — регулярное внесение в почву серы). Поверхность почвы мульчируют или песком, или органическими материалами (опилками, сосновой корой или шелухой кедрового ореха, которые, разлагаясь, одновременно хорошо подкисляют почву).
Рекомендуется поддерживать умеренную влажность почвы; в жаркую сухую погоду желательно применять охлаждающие поливы или опрыскивание. Также следует беречь растения от слишком яркого утреннего солнца. В конце зимы лишние ветви удаляют; после окончания цветения удаляют отцветшие кисти.
Размножение пиериса:
- семенами — весной (семена сажают под стекло);
- отводками — в начале лета;
- черенками;
- корневыми отпрысками.

Морозостойкость пиериса красивого — примерно до минус 20 °C, пиериса японского — от −20 °C до −30 °C в зависимости от сорта. Для защиты от морозов и весеннего солнца растения с наступлением заморозков можно укрыть лёгким нетканым материалом. Для Европейской части России лучше использовать только пиерис японский как более зимостойкий по сравнению с другими видами пиериса, при этом рекомендуется подбирать низкорослые сорта.
|                                 |  |  |
| Pieris japonica 'Mountain Fire' |  |  |

### Пиерис как комнатное растение
Все три вида пиериса, используемые в декоративном садоводстве, можно выращивать и как комнатные растения. Для этого в первую очередь подходят карликовые сорта.
Почву для пиерсов используют торфяную с песком, с добавлением шелухи кедровых орехов, а также хвои сосны или ели. Уровень её кислотности должен быть pH 4,0—4,5.
Рекомендуется, чтобы освещение было интенсивным, но без прямого солнечного света.
Для успешного развития цветков температура содержания зимой должна невысокой. После цветения (в конце весны, в начале лета) рекомендуется провести обрезку. Летом полив должен быть регулярным и достаточно обильным, зимой — существенно меньшим. Низкую влажность пиерис переносит хорошо.
В комнатной культуре пиерисы размножают верхушечными черенками.

## Классификация

### Таксономическое положение
Род Пиерис вместе с близкими к нему родами Агариста (Agarista) и Лиония (Lyonia) входит в трибу Лиониевые (Lyonieae), относящуюся к подсемейству Вакциниевые (Vaccinioideae) семейства Вересковые (Ericaceae).
Таксономическая схема
| отдел Цветковые, или Покрытосеменные (классификация согласно Системе APG II) |                                                                                       |                                          |                                          |                                          |                                             |                                          |                                          |                                          | |                                          |                                          |                        | |                        |                        |                        | |                        |                        |  | |  |
|                                                                              | порядок Верескоцветные                                                                | порядок Верескоцветные                   | порядок Верескоцветные                   | порядок Верескоцветные                   | порядок Верескоцветные                      | порядок Верескоцветные                   | порядок Верескоцветные                   | порядок Верескоцветные                   | порядок Верескоцветные | порядок Верескоцветные                   | порядок Верескоцветные                   | порядок Верескоцветные | порядок Верескоцветные | порядок Верескоцветные | порядок Верескоцветные | порядок Верескоцветные | порядок Верескоцветные                                                                               | порядок Верескоцветные | порядок Верескоцветные |  | ещё 44 порядка цветковых растений, из которых к верескоцветным наиболее близки Гераниецветные, Кроссосомоцветные, Миртоцветные и Кизилоцветные |  |
|                                                                              | семейство Вересковые                                                                  | семейство Вересковые                     | семейство Вересковые                     | семейство Вересковые                     | семейство Вересковые                        | семейство Вересковые                     | семейство Вересковые                     | семейство Вересковые                     | семейство Вересковые | семейство Вересковые                     | семейство Вересковые                     | семейство Вересковые   | семейство Вересковые | семейство Вересковые   | семейство Вересковые   |                        | ещё 25 семейств, в том числе Актинидиевые, Бальзаминовые, Первоцветные, Сапотовые, Чайные и Эбеновые |                        |                        |  | ещё 44 порядка цветковых растений, из которых к верескоцветным наиболее близки Гераниецветные, Кроссосомоцветные, Миртоцветные и Кизилоцветные |  |
|                                                                              | подсемейство Вакциниевые, или Брусничные                                              | подсемейство Вакциниевые, или Брусничные | подсемейство Вакциниевые, или Брусничные | подсемейство Вакциниевые, или Брусничные | подсемейство Вакциниевые, или Брусничные    | подсемейство Вакциниевые, или Брусничные | подсемейство Вакциниевые, или Брусничные | подсемейство Вакциниевые, или Брусничные | подсемейство Вакциниевые, или Брусничные | подсемейство Вакциниевые, или Брусничные | подсемейство Вакциниевые, или Брусничные |                        | ещё семь подсемейств, в том числе Кассиопеевые (Кассиопея и др.), Подъельниковые (Грушанка, Ортилия и др.), Стифелиевые (Змеелистник, Прионотес и др.), Эриковые (Вереск, Водяника, Рододендрон, Эрика и др.) |                        |                        |                        | ещё 25 семейств, в том числе Актинидиевые, Бальзаминовые, Первоцветные, Сапотовые, Чайные и Эбеновые |                        |                        |  | ещё 44 порядка цветковых растений, из которых к верескоцветным наиболее близки Гераниецветные, Кроссосомоцветные, Миртоцветные и Кизилоцветные |  |
|                                                                              | триба Лиониевые                                                                       | триба Лиониевые                          | триба Лиониевые                          | триба Лиониевые                          | триба Лиониевые                             | триба Лиониевые                          | триба Лиониевые                          |                                          | ещё четыре трибы, в том числе трибы Вакциниевые (Вакциниум и др.), Гаультериевые (Гаультерия, Хамедафне и др.), Подбеловые (Зеновия и Подбел) |                                          |                                          |                        | ещё семь подсемейств, в том числе Кассиопеевые (Кассиопея и др.), Подъельниковые (Грушанка, Ортилия и др.), Стифелиевые (Змеелистник, Прионотес и др.), Эриковые (Вереск, Водяника, Рододендрон, Эрика и др.) |                        |                        |                        | ещё 25 семейств, в том числе Актинидиевые, Бальзаминовые, Первоцветные, Сапотовые, Чайные и Эбеновые |                        |                        |  | ещё 44 порядка цветковых растений, из которых к верескоцветным наиболее близки Гераниецветные, Кроссосомоцветные, Миртоцветные и Кизилоцветные |  |
|                                                                              | род Пиерис                                                                            | род Пиерис                               | род Пиерис                               |                                          | ещё три рода, в том числе Агариста и Лиония |                                          |                                          |                                          | ещё четыре трибы, в том числе трибы Вакциниевые (Вакциниум и др.), Гаультериевые (Гаультерия, Хамедафне и др.), Подбеловые (Зеновия и Подбел) |                                          |                                          |                        | ещё семь подсемейств, в том числе Кассиопеевые (Кассиопея и др.), Подъельниковые (Грушанка, Ортилия и др.), Стифелиевые (Змеелистник, Прионотес и др.), Эриковые (Вереск, Водяника, Рододендрон, Эрика и др.) |                        |                        |                        | ещё 25 семейств, в том числе Актинидиевые, Бальзаминовые, Первоцветные, Сапотовые, Чайные и Эбеновые |                        |                        |  | ещё 44 порядка цветковых растений, из которых к верескоцветным наиболее близки Гераниецветные, Кроссосомоцветные, Миртоцветные и Кизилоцветные |  |
|                                                                              | 7 видов; наиболее известные: Пиерис красивый, Пиерис обильноцветущий, Пиерис японский |                                          |                                          |                                          | ещё три рода, в том числе Агариста и Лиония |                                          |                                          |                                          | ещё четыре трибы, в том числе трибы Вакциниевые (Вакциниум и др.), Гаультериевые (Гаультерия, Хамедафне и др.), Подбеловые (Зеновия и Подбел) |                                          |                                          |                        | ещё семь подсемейств, в том числе Кассиопеевые (Кассиопея и др.), Подъельниковые (Грушанка, Ортилия и др.), Стифелиевые (Змеелистник, Прионотес и др.), Эриковые (Вереск, Водяника, Рододендрон, Эрика и др.) |                        |                        |                        | ещё 25 семейств, в том числе Актинидиевые, Бальзаминовые, Первоцветные, Сапотовые, Чайные и Эбеновые |                        |                        |  | ещё 44 порядка цветковых растений, из которых к верескоцветным наиболее близки Гераниецветные, Кроссосомоцветные, Миртоцветные и Кизилоцветные |  |
|                                                                              |                                                                                       |                                          |                                          |                                          | ещё три рода, в том числе Агариста и Лиония |                                          |                                          |                                          | ещё четыре трибы, в том числе трибы Вакциниевые (Вакциниум и др.), Гаультериевые (Гаультерия, Хамедафне и др.), Подбеловые (Зеновия и Подбел) |                                          |                                          |                        | ещё семь подсемейств, в том числе Кассиопеевые (Кассиопея и др.), Подъельниковые (Грушанка, Ортилия и др.), Стифелиевые (Змеелистник, Прионотес и др.), Эриковые (Вереск, Водяника, Рододендрон, Эрика и др.) |                        |                        |                        | ещё 25 семейств, в том числе Актинидиевые, Бальзаминовые, Первоцветные, Сапотовые, Чайные и Эбеновые |                        |                        |  | ещё 44 порядка цветковых растений, из которых к верескоцветным наиболее близки Гераниецветные, Кроссосомоцветные, Миртоцветные и Кизилоцветные |  |
|                                                                              |                                                                                       |                                          |                                          |                                          |                                             |                                          |                                          |                                          | ещё четыре трибы, в том числе трибы Вакциниевые (Вакциниум и др.), Гаультериевые (Гаультерия, Хамедафне и др.), Подбеловые (Зеновия и Подбел) |                                          |                                          |                        | ещё семь подсемейств, в том числе Кассиопеевые (Кассиопея и др.), Подъельниковые (Грушанка, Ортилия и др.), Стифелиевые (Змеелистник, Прионотес и др.), Эриковые (Вереск, Водяника, Рододендрон, Эрика и др.) |                        |                        |                        | ещё 25 семейств, в том числе Актинидиевые, Бальзаминовые, Первоцветные, Сапотовые, Чайные и Эбеновые |                        |                        |  | ещё 44 порядка цветковых растений, из которых к верескоцветным наиболее близки Гераниецветные, Кроссосомоцветные, Миртоцветные и Кизилоцветные |  |
|                                                                              |                                                                                       |                                          |                                          |                                          |                                             |                                          |                                          |                                          | |                                          |                                          |                        | ещё семь подсемейств, в том числе Кассиопеевые (Кассиопея и др.), Подъельниковые (Грушанка, Ортилия и др.), Стифелиевые (Змеелистник, Прионотес и др.), Эриковые (Вереск, Водяника, Рододендрон, Эрика и др.) |                        |                        |                        | ещё 25 семейств, в том числе Актинидиевые, Бальзаминовые, Первоцветные, Сапотовые, Чайные и Эбеновые |                        |                        |  | ещё 44 порядка цветковых растений, из которых к верескоцветным наиболее близки Гераниецветные, Кроссосомоцветные, Миртоцветные и Кизилоцветные |  |
|                                                                              |                                                                                       |                                          |                                          |                                          |                                             |                                          |                                          |                                          | |                                          |                                          |                        | |                        |                        |                        | ещё 25 семейств, в том числе Актинидиевые, Бальзаминовые, Первоцветные, Сапотовые, Чайные и Эбеновые |                        |                        |  | ещё 44 порядка цветковых растений, из которых к верескоцветным наиболее близки Гераниецветные, Кроссосомоцветные, Миртоцветные и Кизилоцветные |  |
|                                                                              |                                                                                       |                                          |                                          |                                          |                                             |                                          |                                          |                                          | |                                          |                                          |                        | |                        |                        |                        | |                        |                        |  | ещё 44 порядка цветковых растений, из которых к верескоцветным наиболее близки Гераниецветные, Кроссосомоцветные, Миртоцветные и Кизилоцветные |  |
|                                                                              |                                                                                       |                                          |                                          |                                          |                                             |                                          |                                          |                                          | |                                          |                                          |                        | |                        |                        |                        | |                        |                        |  | |  |

### Виды
Род пиерис включает, согласно современным представлениям, семь видов; ранее считалось, что число видов больше, около двадцати, в 1980-е годы число видов оценивалось примерно в десять.
Полный список видов пиериса с указанием краткой справочной информации, в том числе об ареале:
- Pieris cubensis (Griseb.) Small (1914) — Пиерис кубинский. Эндемик западной Кубы и острова Хувентуд (до 1978 года — остров Пинос). Кустарник высотой до 2 м, цветущий с февраля по май.
- Pieris floribunda (Pursh ex Simms) Benth. & Hook.f. (1876) — Пиерис обильноцветущий, или Пиерис горный, или Пиерис пышноцветный[12]. Восток США. Густой кустарник высотой до 2 м, отличается ранним и обильным цветением[6].
- Pieris formosa (Wall.) D.Don (1834) typus — Пиерис красивый, или Пиерис китайский, или Пиерис гималайский. Гималаи, Южный Китай (Юньнань), северная Мьянма. Плотный и густой кустарник или деревце; высота взрослого растения — до 6 м[6] (в культуре обычно не более 3,5 м). Цветки белые. Наиболее красивый вид с точки зрения цветения, в том же время не такой холодостойкий, как Пиерис японский[8]. Пиерис красивый активно используется для выращивания в оранжереях. Описание сортов пиериса красивого см. выше. Ранее все эти сорта относили к Pieris formosa var. forrestii Airy Shaw [syn. Pieris forrestii], но сейчас эту разновидность в отдельный таксон не выделяют[5].
- Pieris japonica (Thunb.) D.Don ex G.Don (1834) — Пиерис японский. Восточный Китай, Япония, Тайвань. Изящный кустарник, вырастающий в природе до 3,5 м; в культуре, в зависимости от сорта, имеет высоту от 0,5 до 1,8 м. Листья блестящие, длиной до 10 см, в молодом возрасте — медно-красные. Цветки белые, у культиваров бывают и другой окраски.[8] Описание сортов пиериса японского см. выше.
- Pieris nana (Maxim.) Makino (1894) — Пиерис карликовый, или Пиерис низкий. Дальний Восток, Япония. Низкорослый вечнозелёный стелющийся кустарник с короткими ветвями. Иногда выделяется в отдельный род Арктерика (Arcterica) с единственным видом Arcterica nana (Maxim.) Makino (1906). Если этот вид рассматривается в составе рода Пиерис, он образуется монотипный подрод Pieris subgen. Arcterica (Cov.) Judd (1982).
- Pieris phillyreifolia (Hook.) DC. (1839) — Пиерис филлиреелистный. Юго-восток США. Вид так назван за сходство своих листьев с листьями растений из рода филлирея (Phillyrea) семейства Маслиновые.
- Pieris swinhoei Hemsl. (1889) — Пиерис Свайно. Эндемичный китайский вид, встречающийся только в юго-восточных китайских провинциях Фуцзянь и Гуандун. Кустарник высотой до 3 м, растущий в лесных чащах около ручьёв на невысоких холмах на высоте около 700 м над уровнем моря; цветёт в апреле-июле, плоды созревают в июле-сентябре[13]. Вид назван в честь Роберта Свайно (1836—1877), английского биолога (в первую очередь орнитолога), исследователя Тайваня.

|                                                               |  |  |
| Слева направо: Pieris sp., Pieris japonica, Pieris floribunda |  |  |

### Список названий видов
Ниже приведён список названий видов рода Пиерис с указанием их нынешнего таксономического статуса по информации баз данных International Plant Names Index и Tropicos (жирным выделены действительные названия видов пиериса):
- Pieris annamensis Dop (1930) = Lyonia ovalifolia (Wall.) Drude var. rubrovenia (Merr.) Judd (1979)
- Pieris bodinieri H.Lév. (1903) = Pieris formosa (Wall.) D.Don (1834)
- Pieris bracteata W.W.Sm. (1916) = Vaccinium mandarinorum Diels (1900)
- Pieris buxifolia H.Lév. & Vaniot (1906) = Vaccinium triflorum Rehder (1934) — Вакциниум трёхцветковый
- Pieris cavaleriei H.Lév. & Vaniot (1904) = Leucothoe griffithiana C.B.Clarke (1882) — Леукотоэ Гриффита
- Pieris chapaensis Dop (1930) = Lyonia chapaensis (Dop) Merr. (1942)
- Pieris compta W.W.Sm. & Jeffrey (1916) = Lyonia compta (W.W.Sm. & Jeffrey) Hand.-Mazz. (1936)
- Pieris coreana H.Lév. (1908) = Vaccinium bracteatum Thunb. (1784)
- Pieris cubensis (Griseb.) Small (1914) — Пиерис кубинский
- Pieris divaricata H.Lév. (1903) = Vaccinium bracteatum Thunb. (1784) var. bracteatum
- Pieris doyonensis Hand.-Mazz. (1924) = Lyonia doyonensis (Hand.-Mazz.) Hand.-Mazz. (1936)
- Pieris duclouxii H.Lév. (1903) = Vaccinium duclouxii (H.Lév.) Hand.-Mazz. (1925) var. duclouxii
- Pieris elliptica (Siebold & Zucc.) Nakai (1919) = Lyonia ovalifolia var. elliptica (Siebold & Zucc.) Hand.-Mazz. (1936)
- Pieris esquirolii H.Lév. & Vaniot (1906) = Vaccinium mandarinorum Diels (1900)
- Pieris fauriei H.Lév. (1908) = Vaccinium bracteatum Thunb. (1784)
- Pieris floribunda Benth. & Hook.f. (1876) — Пиерис обильноцветущий
- Pieris formosa (Wall.) D.Don (1834) — Пиерис красивый
- Pieris formosana Komat. (1916) = Pieris formosa (Wall.) D.Don (1834)
- Pieris forrestii R.L.Harrow ex W.W.Sm. (1914) = Pieris formosa (Wall.) D.Don (1834)
- Pieris fortunati H.Lév. (1907) = Gaultheria leucocarpa var. yunnanensis (Franch.) T.Z.Hsu & R.C.Fang (1999)
- Pieris gagnepainiana H.Lév. (1903) = Vaccinium fragile Franch. (1895) var. fragile
- Pieris griffithiana Hook.f. ex C.B.Clarke = Leucothoë griffithiana C.B.Clarke (1882)
- Pieris henryi H.Lév. (1906) = Lyonia ovalifolia var. hebecarpa (Franch. ex F.B.Forbes & Hemsl.) Chun (1940)
- Pieris huiana Fang (1938) = Pieris formosa (Wall.) D.Don (1834)
- Pieris japonica D.Don ex G.Don (1834) — Пиерис японский
- Pieris koidzumiana Ohwi (1930) = Pieris japonica D.Don ex G.Don subsp. koidzumiana (Ohwi) Hatus. (1971) — Пиерис Коидзуми
- Pieris kouyangensis H.Lév. (1903) = Lyonia ovalifolia var. lanceolata (Wall.) Hand.-Mazz. (1936)
- Pieris lanceolata D.Don (1834) = Lyonia ovalifolia var. lanceolata (Wall.) Hand.-Mazz. (1936)
- Pieris longicornuta H.Lév. & Vaniot (1904) = Vaccinium mandarinorum Diels (1900)
- Pieris lucida H.Lév. (1906) = Vaccinium bracteatum Thunb. (1784) var. bracteatum
- Pieris lucida (Lam.) Rehder (1915) = Lyonia lucida (Lam.) K.Koch (1872)
- Pieris macrocalyx J.Anthony (1927) = Lyonia macrocalyx (J.Anthony) Airy Shaw (1937)
- Pieris mairei H.Lév. (1915) = Lyonia ovalifolia var. hebecarpa (Franch. ex F.B.Forbes & Hemsl.) Chun (1940)
- Pieris mariana Benth. & Hook.f. (1876) = Lyonia mariana (L.) D.Don (1834)
- Pieris martinii H.Lév. (1903) = Vaccinium dunalianum var. urophyllum Rehder & E.H.Wilson (1913)
- Pieris nana (Maxim.) Makino (1894) — Пиерис карликовый
- Pieris nitida Benth. & Hook.f. (1876) = Lyonia lucida (Lam.) K.Koch (1872)
- Pieris obliquinervis Merr. & Chun (1940) = Lyonia ovalifolia var. lanceolata (Wall.) Hand.-Mazz. (1936)
- Pieris oligodonta H.Lév. (1907) = Maesa japonica (Thunb.) Moritzi & Zoll. (1855)
- Pieris ovalifolia (Wall.) D.Don (1834) = Lyonia ovalifolia (Wall.) Drude — Лиония овальнолистная
- Pieris phillyreifolia DC. (1839) — Пиерис филлиреелистный
- Pieris pilosa Komat. (1916) = Lyonia ovalifolia var. elliptica (Siebold & Zucc.) Hand.-Mazz. (1936)
- Pieris polita W.W.Sm. & Jeffrey (1916) = Pieris japonica D.Don ex G.Don (1834)
- Pieris popowi Palib. (1906) = Pieris japonica D.Don ex G.Don (1834)
- Pieris repens H.Lév. (1903) = Vaccinium fragile Franch. (1895) var. fragile
- Pieris rubroveni Merr. (1923) = Lyonia ovalifolia (Wall.) Drude var. rubrovenia (Merr.) Judd (1979)
- Pieris shanica W.W.Sm. (1911) = Craibiodendron shanicum W.W.Sm. (1911)
- Pieris sinensis Sweet (1839) = Vaccinium bracteatum Thunb. (1784)
- Pieris swinhoei Hemsl. (1890) — Пиерис Свайно
- Pieris taiwanensis Hayata (1911) = Pieris japonica D.Don ex G.Don (1834)
- Pieris ulbrichii H.Lév. (1906) = Lyonia ovalifolia var. lanceolata (Wall.) Hand.-Mazz. (1936)
- Pieris vaccinium H.Lév. (1911) = Gaultheria leucocarpa var. yunnanensis (Franch.) T.Z.Hsu & R.C.Fang (1999)
- Pieris villosa Hook.f. ex C.B.Clarke = Lyonia villosa (Hook.f. ex C.B.Clarke) Hand.-Mazz. — Лиония мохнатая

## Комментарии
1. 1 2  Pieris — научное название не только рода цветковых растений, но и рода насекомых (бабочек) из семейства белянок (Pieridae). Русское название этого рода насекомых — огородные белянки. Поскольку ботанический род Pieris находится в юрисдикции Международного кодекса ботанической номенклатуры, а зоологический род Pieris — в юрисдикции Международного кодекса зоологической номенклатуры, эти названия не являются таксономическими омонимами и к ним не должна применяться процедура устранения омонимии.